# Constantin Sârbu
Constantin Sârbu (n. 10 ianuarie 1905, Cavadinești, Galați, România – d. 23 octombrie 1975, București, România) a fost un preot ortodox român, canonizat ca sfânt de Sfântul Sinod al Bisericii Ortodoxe Române în ședința sa din 11-12 iulie 2024, cu titulatura „Sfântul Preot Mucenic Constantin Sârbu” și prăznuirea în ziua de 23 octombrie.